# أحمد بن محمد الخلوف
أحمد بن محمد بن عبد الرحمن شهاب الدين (1425 - 1494)، هو شاعر تونسي، أصله من فاس، ومولده بقسنطينة، وشهرته ووفاته بتونس. اتصل بالسلطان عثمان الحفصي، وأكثر من مدحه.

## مسيرته

### نسبه
هو أحمد بن محمد بن عبد الرحمن شهاب الدين (ابن الخلوف لقبا، الحميري نسبا، ومغربي الأصل بالمفهوم المغاربي الآن، جزائري الوطن، قسنطيني المولد).

### مولده وتعليمه
وُلد في قسنطينة في 3 محرم 829هـ الموافق لـ 1425م. سافر به والده إلى مكة المكرمة وهو صبي، فأقام بها معه مدة أربع سنوات. ثم تحول إلى بيت المقدس فسكنها وحفظ القرآن بها ومختلف علوم ذلك العصر وفنونه بالقدس على يد أبي القاسم النوري، المشهور بالفقه والعربية والأصول. وفي بيت المقدس تعلّم على يد شهاب بن أرسلان والعز القدسي وغيرهما.
ثم انتقل إلى القاهرة، حيث أخذ النحو والصرف والمنطق على يد الشيخ العز عبد السلام البغدادي.

### التأليف
له ديوان من جزئين، الجزء الأول حققه هشام بوقمرة سنة 1987 كما ورد في مقدمة الديوان، والثاني حققه العربي دحو سنة 2004، وهذا الأخير عنوانه هو «جني الجنتين في مدح خير الفرقتين» والمعروف بديوان الإسلام، وهو ديوان شعري خاص بمدح الحضرة النبوية.

### قائمة أعماله[4]
- قصيدة لامية في مدح الرسول صلى الله عليه وسلم
- ديوان الخلوف
- القصيدة الخلوفية في مدح خير البرية
- بسط العقود في مدح سر الوجود
- نظم كتاب مغني اللبيب لابن هشام النحوي
- نظم التلخيص في البلاغة
- جامع الأقوال في صيغ الأفعال
- تحرير الميزان لتصحيح الأوزان
- عمدة الفارض
- مواهب البديع في علم البديع حققته الباحثة (حورية رواق) بإشراف الدكتور العربي دحو
- شرح مواهب البديع

## وفاته
تُوفي سنة 899 هـ الموافق لـ 1494م بتونس، ودُفن في مقبرة العائلة الحفصية بـ(سيدي محرز).